# Megastigmus brevicaudis
Megastigmus brevicaudis är en stekelart som beskrevs av Julius Theodor Christian Ratzeburg 1852. Megastigmus brevicaudis ingår i släktet Megastigmus och familjen gallglanssteklar. Arten är reproducerande i Sverige. Inga underarter finns listade i Catalogue of Life.